# New York Dragons
Los Nueva York Dragons (Dragones de Nueva York) son una franquicia de la Arena Football League. Hicieron su debut en la AFL como los Iowa Barnstormers en el 1995 y en el 2001 el equipo jugaría ya en Nueva York.
El equipo nunca ganó el Arena Bowl pero logró apariciones en las ediciones de 1996 y 1997 jugando por Iowa y siendo unos de los equipos difuntos más destacados de la AFL junto con los Albany Firebirds.
La antigua arena de los Barnstormers fue el Iowa Veterans Memorial Auditorium ubicado en Des Moines, Iowa. Los motivos por que los Barnstormers se fueron de Des Moines fueron por la debilidad del mercado deportivo de Iowa y por las condiciones de la arena.
Actualmente juegan en Nassau Veterans Memorial Coliseum ubicado en Uniondale, Nueva York. En los Iowa Barnstormers brilló posiblemente el mejor jugador de la historia de la AFL, Kurt Warner quién guío al equipo a los Arena Bowl de 1996 y 1997 y fue el MVP del Super Bowl XXXIV de la NFL cuando su equipo, los St. Louis Rams vencieron a los Tennessee Titans.
Los Dragons en cambio ganaron los títulos divisionales del 2004 y 2005 y tienen el récord de mayor cantidad de puntos en un partido de la AFL cuando vencieron a los Carolina Cobras 99-68 en un total de 167 puntos.
Actualmente los Dragons juegan en la División Este de la Conferencia Nacional y su mascota es Sparky, la misma de los Nueva York Islanders de la National Hockey League y uno de sus mejores jugadores es el mariscal Aaron García, otro de los grandes jugadores de la historia de la AFL.

## Jugadores destacables
- Chris Anthony - WR/LB
- Rob Bironas - K
- Kevin Clemens - FB/LB
- DaShane Dennis - DS
- Mike Furrey - OS
- Aaron Garcia - QB
- Latrez Harrison - WR/LB
- Will Holder - WR/DB
- Mike Horacek - WR/LB
- Willis Jacox - FB/LB
- Kevin Kaesviharn - WR/DB
- Billy Parker - DS
- Dahnel Singfield - DS
- Kevin Swayne - OS
- Kurt Warner - QB

- Datos: Q2603547